# Rio Palmar
O Rio Palmar é um rio sul-americano que banha a Venezuela.